# Osmače
Osmače (cyr. Осмаче) – wieś w Bośni i Hercegowinie, w Republice Serbskiej, w gminie Srebrenica. W 2013 roku liczyła 251 mieszkańców.